# WCBS Championship 2024
Die WCBS Championship 2024 ist ein Einladungsturnier in vier Disziplinen (2× Pool: 10-Ball, Heyball/Chinese Pool, Karambolage: Dreiband und Snooker) des Billardsports. Es findet vom 25. bis zum 28. Juli 2024 in Kielce, Polen, zum zweiten Mal statt.

## Modus
Jedes Team besteht aus acht Spielern (vier Männer und vier Frauen). Jeder Spieler spielt gegen den Spieler in der gleichen Disziplin gegeneinander. Die sechs Mannschaften spielen im Round-Robin-Modus gegeneinander. Danach wird eine Endtabelle erstellt und die vier besten Mannschaften spielen im K.-o.-System den Sieger aus. Pro Sieg gibt es für eine Mannschaft 3 Punkte, für ein Unentschieden 2 Punkte und für eine Niederlage 1 Punkt.

### Spieldistanzen
| Disziplin | Vorrunde               | Finalrunde     |
| --------- | ---------------------- | -------------- |
| 10-Ball   | / 12 Spiele            | / Race to 9/7  |
| Heyball   | / 12 Spiele            | / Race to 9/7  |
| Dreiband  | / 40/25 Pkt.           | / 40/25 Pkt.   |
| Snooker   | / 4 Frames (15/6 Reds) | / Best of five |

## Preisgelder
| Platz | Preis- geld (US$) |
| ----- | ----------------- |
| 1     | 44.000            |
| 2     | 34.000            |
| 3     | 20.000            |
| 4     | 16.000            |
| 5     | 14.000            |
| 6     | 12.000            |
| ∑     | 140.000           |

## Gemeldete Mannschaften
| Team     | Europe A                          |
| -------- | --------------------------------- |
| Dreiband | Torbjörn Blomdahl / Jamie Buelens |
| Heyball  | Dennis Laszkowski / Nina Torvund  |
| 10-Ball  | Denis Grabe / Sara Rocha          |
| Snooker  | Brendan O’Donoghue / Dalia Alska  |

| Team     | Europe B                        |
| -------- | ------------------------------- |
| Dreiband | Rubén Legazpi / Karina Jetten   |
| Heyball  | Olivér Szolnoki / Ana Gradisnik |
| 10-Ball  | Daniel Macioł/ Bojana Sarac     |
| Snooker  | Michael Georgiou / Wendy Jans   |

| Team     | Asia A                             |
| -------- | ---------------------------------- |
| Dreiband | Bao Phuong Vinh / Yuko Nishimoto   |
| Heyball  | Pranit J. Ramchandani / Tianqi Shi |
| 10-Ball  | Mohammad Soufi / Annita Kan Jaya   |
| Snooker  | Ali Al Obaidli / Ng On Yee         |

| Team     | Asia B                                    |
| -------- | ----------------------------------------- |
| Dreiband | Ryūji Umeda / Phung Kien Tuong            |
| Heyball  | Mohd Reza Hassan / Narantuya Bayarsaikhan |
| 10-Ball  | Hsu Jui-an / Seo Seoa                     |
| Snooker  | Habib Sabah / Vidya Pillai                |

| Team     | America                            |
| -------- | ---------------------------------- |
| Dreiband | Javier Vera / Johanna Sandoval     |
| Heyball  | Ricardo Solorzano / Adriana Villar |
| 10-Ball  | Gerson Martinez / Soledad Ayala    |
| Snooker  | Victor Sarkis / Simone Lloyd       |

| Team     | Africa & Rest of the World           |
| -------- | ------------------------------------ |
| Dreiband | Sameh Sidhom / Guzin Mujde Karakasli |
| Heyball  | Caesar Chandinga / Nicola Rossouw    |
| 10-Ball  | Ayoub Bakhtaoui / Marina Jacobs      |
| Snooker  | Mena Malak / Yousra Matine           |

## Turnierstatistik
| Spiel Nr.  | Zeit   | Team 1                     | vs. | Team 2                     |
| ---------- | ------ | -------------------------- | --- | -------------------------- |
| 25.07.2024 |        |                            |     |                            |
| 1          | 11 Uhr | America                    | vs. | Africa & Rest of the World |
| 2          | 13 Uhr | Europe A                   | vs. | Europe B                   |
| 3          | 15 Uhr | Asia A                     | vs. | Asia B                     |
| 4          | 17 Uhr | America                    | vs. | Europe B                   |
| 5          | 19 Uhr | Europe A                   | vs. | Africa & Rest of the World |
| 26.07.2024 |        |                            |     |                            |
| 6          | 11 Uhr | Asia A                     | vs. | Europe A                   |
| 7          | 13 Uhr | America                    | vs. | Asia B                     |
| 8          | 15 Uhr | Africa & Rest of the World | vs. | Europe B                   |
| 9          | 17 Uhr | Europe A                   | vs. | Asia B                     |
| 10         | 19 Uhr | America                    | vs. | Asia A                     |
| 27.07.2024 |        |                            |     |                            |
| 11         | 11 Uhr | Asia A                     | vs. | Africa & Rest of the World |
| 12         | 13 Uhr | Asia B                     | vs. | Europe B                   |
| 13         | 15 Uhr | America                    | vs. | Europe A                   |
| 14         | 17 Uhr | Asia A                     | vs. | Europe B                   |
| 15         | 19 Uhr | Africa & Rest of the World | vs. | Asia B                     |

| Spiel Nr.  | Sp. | Gew. | Unent. | Verl. | Ges.  |
| ---------- | --- | ---- | ------ | ----- | ----- |
| 25.07.2024 |     |      |        |       |       |
| 1          | 8   | 3    | 2      | 3     | 16:16 |
| 2          | 8   | 2    | 1      | 5     | 13:19 |
| 3          | 8   | 5    | 0      | 3     | 18:14 |
| 4          | 8   | 2    | 1      | 5     | 13:19 |
| 5          | 8   | 2    | 3      | 3     | 15:17 |
| 26.07.2024 |     |      |        |       |       |
| 6          | 8   | 4    | 0      | 4     | 16:16 |
| 7          | 8   | 1    | 1      | 6     | 11:21 |
| 8          | 8   | 2    | 0      | 6     | 12:20 |
| 9          | 8   | 1    | 1      | 6     | 11:21 |
| 10         | 8   | 3    | 1      | 4     | 15:17 |
| 27.07.2024 |     |      |        |       |       |
| 11         | 8   | 4    | 1      | 3     | 17:15 |
| 12         | 8   | 2    | 1      | 5     | 13:19 |
| 13         | 8   | 4    | 1      | 3     | 17:15 |
| 14         | 8   | 3    | 2      | 3     | 16:16 |
| 15         | 8   | 2    | 1      | 5     | 13:19 |

## Spiele
| Disziplin    | America                 | Africa & Rest of the World | Result |
| ------------ | ----------------------- | -------------------------- | ------ |
| Dreiband (M) | Javier Vera             | Sameh Sidhom               | 0:1    |
| Dreiband (W) | Claudia Marcela Lalinde | Guzin Mujde Karakasli      | 1:0    |
| Snooker (M)  | Victor Sarkis           | Samer Habieb               | 2:2    |
| Snooker (W)  | Simone Lloyd            | Yousra Matine              | 1:3    |
| 10-Ball (M)  | Gerson Martinez         | Ayoub Bakhtaoui            | 7:2    |
| 10-Ball (W)  | Soledad Ayala           | Marina Jacobs              | 7:2    |
| Heyball (M)  | Maximiliano Ossandon    | Amiri Amine                | 5:5    |
| Heyball (W)  | Adriana Villar          | Nicola Illse Rossouw       | 4:6    |

| Disziplin    | Europe A           | Europe B         | Result |
| ------------ | ------------------ | ---------------- | ------ |
| Dreiband (M) | Torbjörn Blomdahl  | Rubén Legazpi    | 1:0    |
| Dreiband (W) | Jamie Buelens      | Karina Jetten    | 0:1    |
| Snooker (M)  | Brendan O’Donoghue | Michael Georgiou | 1:3    |
| Snooker (W)  | Dalia Alska        | Wendy Jans       | 2:2    |
| 10-Ball (M)  | Denis Grabe        | Daniel Macioł    | 5:7    |
| 10-Ball (W)  | Sara Rocha         | Bojana Sarac     | 7:3    |
| Heyball (M)  | Dennis Laszkowski  | Olivér Szolnoki  | 2:6    |
| Heyball (W)  | Nina Torvund       | Ana Gradisnik    | 2:6    |

| Disziplin    | Asia A                | Asia B                 | Result |
| ------------ | --------------------- | ---------------------- | ------ |
| Dreiband (M) | Bao Phuong Vinh       | Ryūji Umeda            | 1:0    |
| Dreiband (W) | Yuko Nishimoto        | Kien Tuong Phung       | 0:1    |
| Snooker (M)  | Mateusz Baranowski    | Habib Sabah            | 3:1    |
| Snooker (W)  | Ng On Yee             | Vidya Pillai           | 3:0    |
| 10-Ball (M)  | Mohammad Soufi        | Bader al-Awadhi        | 4:7    |
| 10-Ball (W)  | Annita Kan Jaya       | Seo Seoa               | 5:7    |
| Heyball (M)  | Pranit J. Ramchandani | Mohd Reza Hassan       | 6:3    |
| Heyball (W)  | Tianqi Shi            | Narantuya Bayarsaikhan | 6:0    |

| Disziplin    | America                 | Europe B         | Result |
| ------------ | ----------------------- | ---------------- | ------ |
| Dreiband (M) | Javier Vera             | Rubén Legazpi    | 0:1    |
| Dreiband (W) | Claudia Marcela Lalinde | Karina Jetten    | 1:0    |
| Snooker (M)  | Victor Sarkis           | Michael Georgiou | 0:3    |
| Snooker (W)  | Simone Lloyd            | Wendy Jans       | 0:3    |
| 10-Ball (M)  | Gerson Martinez         | Daniel Macioł    | 6:6    |
| 10-Ball (W)  | Soledad Ayala           | Bojana Sarac     | 2:7    |
| Heyball (M)  | Maximiliano Ossandon    | Olivér Szolnoki  | 6:4    |
| Heyball (W)  | Adriana Villar          | Ana Gradisnik    | 1:6    |

| Disziplin    | Europe A           | Africa & Rest of the World | Result |
| ------------ | ------------------ | -------------------------- | ------ |
| Dreiband (M) | Torbjörn Blomdahl  | Sameh Sidhom               | 1:1    |
| Dreiband (W) | Jamie Buelens      | Guzin Mujde Karakasli      | 0:1    |
| Snooker (M)  | Brendan O’Donoghue | Samer Habieb               | 3:1    |
| Snooker (W)  | Dalia Alska        | Yousra Matine              | 1:3    |
| 10-Ball (M)  | Denis Grabe        | Ayoub Bakhtaoui            | 7:4    |
| 10-Ball (W)  | Sara Rocha         | Marina Jacobs              | 6:6    |
| Heyball (M)  | Dennis Laszkowski  | Amiri Amine                | 5:5    |
| Heyball (W)  | Nina Torvund       | Nicola Illse Rossouw       | 4:6    |

| Disziplin    | Asia A                | Europe A           | Result |
| ------------ | --------------------- | ------------------ | ------ |
| Dreiband (M) | Bao Phuong Vinh       | Torbjörn Blomdahl  | 0:1    |
| Dreiband (W) | Yuko Nishimoto        | Jamie Buelens      | 1:0    |
| Snooker (M)  | Mateusz Baranowski    | Brendan O’Donoghue | 1:3    |
| Snooker (W)  | Ng On Yee             | Dalia Alska        | 3:0    |
| 10-Ball (M)  | Mohammad Soufi        | Denis Grabe        | 3:7    |
| 10-Ball (W)  | Annita Kan Jaya       | Sara Rocha         | 7:0    |
| Heyball (M)  | Pranit J. Ramchandani | Dennis Laszkowski  | 3:6    |
| Heyball (W)  | Tianqi Shi            | Nina Torvund       | 6:0    |

| Disziplin    | America                 | Asia B                 | Result |
| ------------ | ----------------------- | ---------------------- | ------ |
| Dreiband (M) | Javier Vera             | Ryūji Umeda            | 0:1    |
| Dreiband (W) | Claudia Marcela Lalinde | Kien Tuong Phung       | 0:1    |
| Snooker (M)  | Victor Sarkis           | Habib Sabah            | 2:2    |
| Snooker (W)  | Simone Lloyd            | Vidya Pillai           | 0:3    |
| 10-Ball (M)  | Gerson Martinez         | Bader al-Awadhi        | 5:7    |
| 10-Ball (W)  | Soledad Ayala           | Seo Seoa               | 7:4    |
| Heyball (M)  | Maximiliano Ossandon    | Mohd Reza Hassan       | 0:6    |
| Heyball (W)  | Adriana Villar          | Narantuya Bayarsaikhan | 2:6    |

| Disziplin    | Africa & Rest of the World | Europe B         | Result |
| ------------ | -------------------------- | ---------------- | ------ |
| Dreiband (M) | Sameh Sidhom               | Rubén Legazpi    | 1:0    |
| Dreiband (W) | Guzin Mujde Karakasli      | Karina Jetten    | 1:0    |
| Snooker (M)  | Samer Habieb               | Michael Georgiou | 1:3    |
| Snooker (W)  | Yousra Matine              | Wendy Jans       | 0:3    |
| 10-Ball (M)  | Ayoub Bakhtaoui            | Daniel Macioł    | 3:7    |
| 10-Ball (W)  | Marina Jacobs              | Bojana Sarac     | 3:7    |
| Heyball (M)  | Amiri Amine                | Olivér Szolnoki  | 1:6    |
| Heyball (W)  | Nicola Illse Rossouw       | Ana Gradisnik    | 2:6    |

| Disziplin    | Europe A           | Asia B                 | Result |
| ------------ | ------------------ | ---------------------- | ------ |
| Dreiband (M) | Torbjörn Blomdahl  | Ryūji Umeda            | 1:0    |
| Dreiband (W) | Jamie Buelens      | Kien Tuong Phung       | 0:1    |
| Snooker (M)  | Brendan O’Donoghue | Habib Sabah            | 0:3    |
| Snooker (W)  | Dalia Alska        | Vidya Pillai           | 1:3    |
| 10-Ball (M)  | Denis Grabe        | Bader al-Awadhi        | 2:7    |
| 10-Ball (W)  | Sara Rocha         | Seo Seoa               | 6:6    |
| Heyball (M)  | Dennis Laszkowski  | Mohd Reza Hassan       | 1:6    |
| Heyball (W)  | Nina Torvund       | Narantuya Bayarsaikhan | 2:6    |

| Disziplin    | America                 | Asia A                | Result |
| ------------ | ----------------------- | --------------------- | ------ |
| Dreiband (M) | Javier Vera             | Bao Phuong Vinh       | 0:1    |
| Dreiband (W) | Claudia Marcela Lalinde | Yuko Nishimoto        | 1:0    |
| Snooker (M)  | Victor Sarkis           | Mateusz Baranowski    | 3:0    |
| Snooker (W)  | Simone Lloyd            | Ng On Yee             | 0:3    |
| 10-Ball (M)  | Gerson Martinez         | Mohammad Soufi        | 6:6    |
| 10-Ball (W)  | Soledad Ayala           | Annita Kan Jaya       | 4:7    |
| Heyball (M)  | Maximiliano Ossandon    | Pranit J. Ramchandani | 6:2    |
| Heyball (W)  | Adriana Villar          | Tianqi Shi            | 1:6    |

| Disziplin    | Asia A                | Africa & Rest of the World | Result |
| ------------ | --------------------- | -------------------------- | ------ |
| Dreiband (M) | Bao Phuong Vinh       | Sameh Sidhom               | 0:1    |
| Dreiband (W) | Yuko Nishimoto        | Guzin Mujde Karakasli      | 0:1    |
| Snooker (M)  | Mateusz Baranowski    | Samer Habieb               | 3:0    |
| Snooker (W)  | Ng On Yee             | Yousra Matine              | 2:2    |
| 10-Ball (M)  | Mohammad Soufi        | Ayoub Bakhtaoui            | 7:4    |
| 10-Ball (W)  | Annita Kan Jaya       | Marina Jacobs              | 7:1    |
| Heyball (M)  | Pranit J. Ramchandani | Amiri Amine                | 4:6    |
| Heyball (W)  | Tianqi Shi            | Nicola Illse Rossouw       | 6:1    |

| Disziplin    | Asia B                 | Europe B         | Result |
| ------------ | ---------------------- | ---------------- | ------ |
| Dreiband (M) | Ryūji Umeda            | Rubén Legazpi    | 0:1    |
| Dreiband (W) | Kien Tuong Phung       | Karina Jetten    | 0:1    |
| Snooker (M)  | Habib Sabah            | Michael Georgiou | 0:3    |
| Snooker (W)  | Vidya Pillai           | Wendy Jans       | 1:3    |
| 10-Ball (M)  | Bader al-Awadhi        | Daniel Macioł    | 3:7    |
| 10-Ball (W)  | Seo Seoa               | Bojana Sarac     | 7:4    |
| Heyball (M)  | Mohd Reza Hassan       | Olivér Szolnoki  | 5:5    |
| Heyball (W)  | Narantuya Bayarsaikhan | Ana Gradisnik    | 6:1    |

| Disziplin    | America                 | Europe A           | Result |
| ------------ | ----------------------- | ------------------ | ------ |
| Dreiband (M) | Javier Vera             | Torbjörn Blomdahl  | 0:1    |
| Dreiband (W) | Claudia Marcela Lalinde | Jamie Buelens      | 1:0    |
| Snooker (M)  | Victor Sarkis           | Brendan O’Donoghue | 3:1    |
| Snooker (W)  | Simone Lloyd            | Dalia Alska        | 0:3    |
| 10-Ball (M)  | Gerson Martinez         | Denis Grabe        | 7:4    |
| 10-Ball (W)  | Soledad Ayala           | Sara Rocha         | 6:6    |
| Heyball (M)  | Maximiliano Ossandon    | Dennis Laszkowski  | 6:0    |
| Heyball (W)  | Adriana Villar          | Nina Torvund       | 4:6    |

| Disziplin    | Asia A                | Europe B         | Result |
| ------------ | --------------------- | ---------------- | ------ |
| Dreiband (M) | Bao Phuong Vinh       | Rubén Legazpi    | 1:0    |
| Dreiband (W) | Yuko Nishimoto        | Karina Jetten    | 0:1    |
| Snooker (M)  | Mateusz Baranowski    | Michael Georgiou | 3:1    |
| Snooker (W)  | Ng On Yee             | Wendy Jans       | 2:2    |
| 10-Ball (M)  | Mohammad Soufi        | Daniel Macioł    | 6:6    |
| 10-Ball (W)  | Annita Kan Jaya       | Bojana Sarac     | 3:7    |
| Heyball (M)  | Pranit J. Ramchandani | Olivér Szolnoki  | 2:6    |
| Heyball (W)  | Tianqi Shi            | Ana Gradisnik    | 6:1    |

| Disziplin    | Africa & Rest of the World | Asia B                 | Result |
| ------------ | -------------------------- | ---------------------- | ------ |
| Dreiband (M) | Sameh Sidhom               | Ryūji Umeda            | 0:1    |
| Dreiband (W) | Guzin Mujde Karakasli      | Kien Tuong Phung       | 1:0    |
| Snooker (M)  | Samer Habieb               | Habib Sabah            | 0:3    |
| Snooker (W)  | Yousra Matine              | Vidya Pillai           | 1:3    |
| 10-Ball (M)  | Ayoub Bakhtaoui            | Bader al-Awadhi        | 2:7    |
| 10-Ball (W)  | Marina Jacobs              | Seo Seoa               | 0:7    |
| Heyball (M)  | Amiri Amine                | Mohd Reza Hassan       | 6:3    |
| Heyball (W)  | Nicola Illse Rossouw       | Narantuya Bayarsaikhan | 5:5    |

| Platz | Name                       | Matches Played | Σ Points | W   | L   | D   |
| ----- | -------------------------- | -------------- | -------- | --- | --- | --- |
| 1     | Europe B                   | 40             | 93       | 139 | 94  | 45  |
| 2     | Asia B                     | 40             | 88       | 132 | 97  | 35  |
| 3     | Asia A                     | 40             | 84       | 129 | 97  | 32  |
| 4     | Africa & Rest of the World | 40             | 73       | 92  | 143 | −51 |
| 5     | America                    | 40             | 72       | 107 | 127 | −20 |
| 6     | Europe A                   | 40             | 70       | 98  | 137 | −39 |

## K.o. - Runde
| Spiel Nr.                     | Zeit   | Team 1                     | vs. | Team 2                     |
| ----------------------------- | ------ | -------------------------- | --- | -------------------------- |
| 28.07.2024 (1. Semi-Finale)   |        |                            |     |                            |
| 16                            | 11 Uhr | Europe B                   | vs. | Africa & Rest of the World |
| 28.07.2024 (2. Semi-Finale)   |        |                            |     |                            |
| 17                            | 13 Uhr | Asia B                     | vs. | Asia A                     |
| 28.07.2024 (Spiel um Platz 3) |        |                            |     |                            |
| 18                            | 15 Uhr | Africa & Rest of the World | vs. | Asia A                     |
| 28.07.2024 (Finale)           |        |                            |     |                            |
| 19                            | 17 Uhr | Europe B                   | vs. | Asia B                     |

| Spiel Nr.  | Sp. | Gew. | Unent. | Verl. | Ges.  |
| ---------- | --- | ---- | ------ | ----- | ----- |
| 28.07.2024 |     |      |        |       |       |
| 16         | 8   | 7    | 0      | 1     | 22:10 |
| 17         | 8   | 4    | 0      | 4     | 16:16 |
| 18         | 8   | 1    | 0      | 7     | 10:22 |
| 19         | 8   | 5    | 0      | 3     | 18:14 |

| Disziplin    | Europe B         | Africa & Rest of the World | Result |
| ------------ | ---------------- | -------------------------- | ------ |
| Dreiband (M) | Rubén Legazpi    | Sameh Sidhom               | 1:0    |
| Dreiband (W) | Karina Jetten    | Guzin Mujde Karakasli      | 1:0    |
| Snooker (M)  | Michael Georgiou | Samer Habieb               | 3:0    |
| Snooker (W)  | Wendy Jans       | Yousra Matine              | 3:1    |
| 10-Ball (M)  | Daniel Macioł    | Ayoub Bakhtaoui            | 9:4    |
| 10-Ball (W)  | Bojana Sarac     | Marina Jacobs              | 7:4    |
| Heyball (M)  | Olivér Szolnoki  | Amiri Amine                | 7:2    |
| Heyball (W)  | Ana Gradisnik    | Nicola Illse Rossouw       | 3:5    |

| Disziplin    | Asia B                 | Asia A                | Result |
| ------------ | ---------------------- | --------------------- | ------ |
| Dreiband (M) | Ryūji Umeda            | Bao Phuong Vinh       | 1:0    |
| Dreiband (W) | Kien Tuong Phung       | Yuko Nishimoto        | 1:0    |
| Snooker (M)  | Habib Sabah            | Mateusz Baranowski    | 1:3    |
| Snooker (W)  | Vidya Pillai           | Ng On Yee             | 2:3    |
| 10-Ball (M)  | Bader al-Awadhi        | Mohammad Soufi        | 6:9    |
| 10-Ball (W)  | Seo Seoa               | Annita Kan Jaya       | 7:6    |
| Heyball (M)  | Mohd Reza Hassan       | Pranit J. Ramchandani | 7:2    |
| Heyball (W)  | Narantuya Bayarsaikhan | Shi Tian Qi           | 3:5    |

| Disziplin    | Africa & Rest of the World | Asia A                | Result |
| ------------ | -------------------------- | --------------------- | ------ |
| Dreiband (M) | Sameh Sidhom               | Bao Phuong Vinh       | 0:1    |
| Dreiband (W) | Guzin Mujde Karakasli      | Yuko Nishimoto        | 1:0    |
| Snooker (M)  | Samer Habieb               | Mateusz Baranowski    | 0:3    |
| Snooker (W)  | Yousra Matine              | Ng On Yee             | 0:3    |
| 10-Ball (M)  | Ayoub Bakhtaoui            | Mohammad Soufi        | 4:9    |
| 10-Ball (W)  | Kristina Zlateva           | Annita Kan Jaya       | 7:5    |
| Heyball (M)  | Amiri Amine                | Pranit J. Ramchandani | 3:7    |
| Heyball (W)  | Nicola Illse Rossouw       | Shi Tian Qi           | 1:5    |

| Disziplin    | Europe B         | Asia B                 | Result |
| ------------ | ---------------- | ---------------------- | ------ |
| Dreiband (M) | Rubén Legazpi    | Ryūji Umeda            | 1:0    |
| Dreiband (W) | Karina Jetten    | Kien Tuong Phung       | 0:1    |
| Snooker (M)  | Michael Georgiou | Habib Sabah            | 3:0    |
| Snooker (W)  | Wendy Jans       | Vidya Pillai           | 3:0    |
| 10-Ball (M)  | Daniel Macioł    | Bader al-Awadhi        | 9:7    |
| 10-Ball (W)  | Bojana Sarac     | Seo Seoa               | 2:7    |
| Heyball (M)  | Olivér Szolnoki  | Mohd Reza Hassan       | 4:7    |
| Heyball (W)  | Ana Gradisnik    | Narantuya Bayarsaikhan | 5:2    |

## Abschlusstabelle
| Platz | Name                       | Matches Played | Σ Points | W   | L   | D   |
| ----- | -------------------------- | -------------- | -------- | --- | --- | --- |
| 1     | Europe B                   | 56             | 133      | 200 | 132 | 68  |
| 2     | Asia B                     | 56             | 118      | 184 | 152 | 32  |
| 3     | Asia A                     | 56             | 126      | 192 | 138 | 54  |
| 4     | Africa & Rest of the World | 56             | 93       | 122 | 212 | −90 |
| 5     | America                    | 40             | 72       | 107 | 127 | −20 |
| 6     | Europe A                   | 40             | 70       | 98  | 137 | −39 |